# Friedrich Wilhelm Kipping
Friedrich Wilhelm Kipping (* 12. Juni 1838 in Breslau; † 22. Oktober 1892 in Hamburg) war der Begründer der Hamburger Berufsfeuerwehr.

## Leben

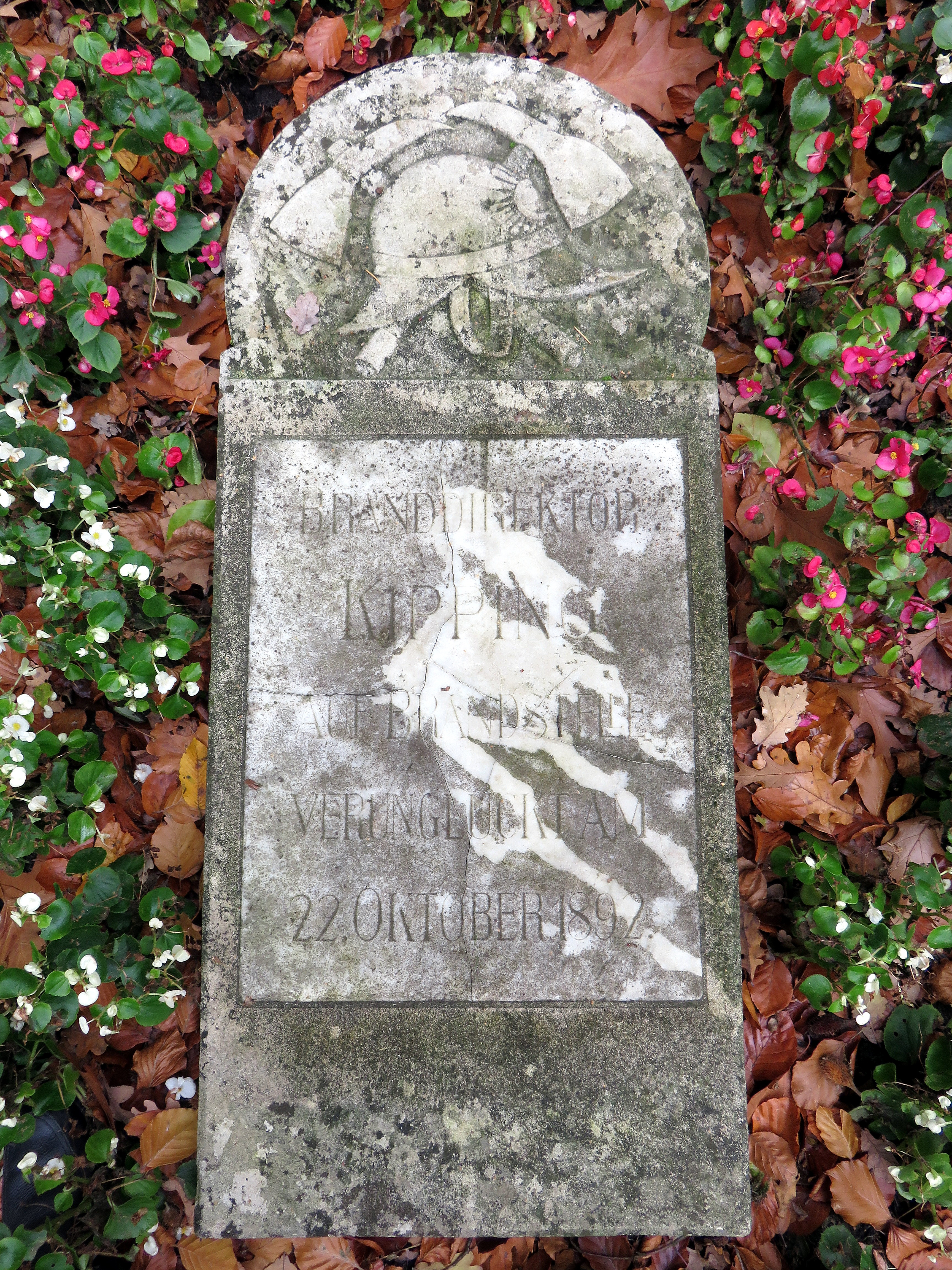
Kissenstein Branddirektor Kipping auf dem Friedhof Ohlsdorf

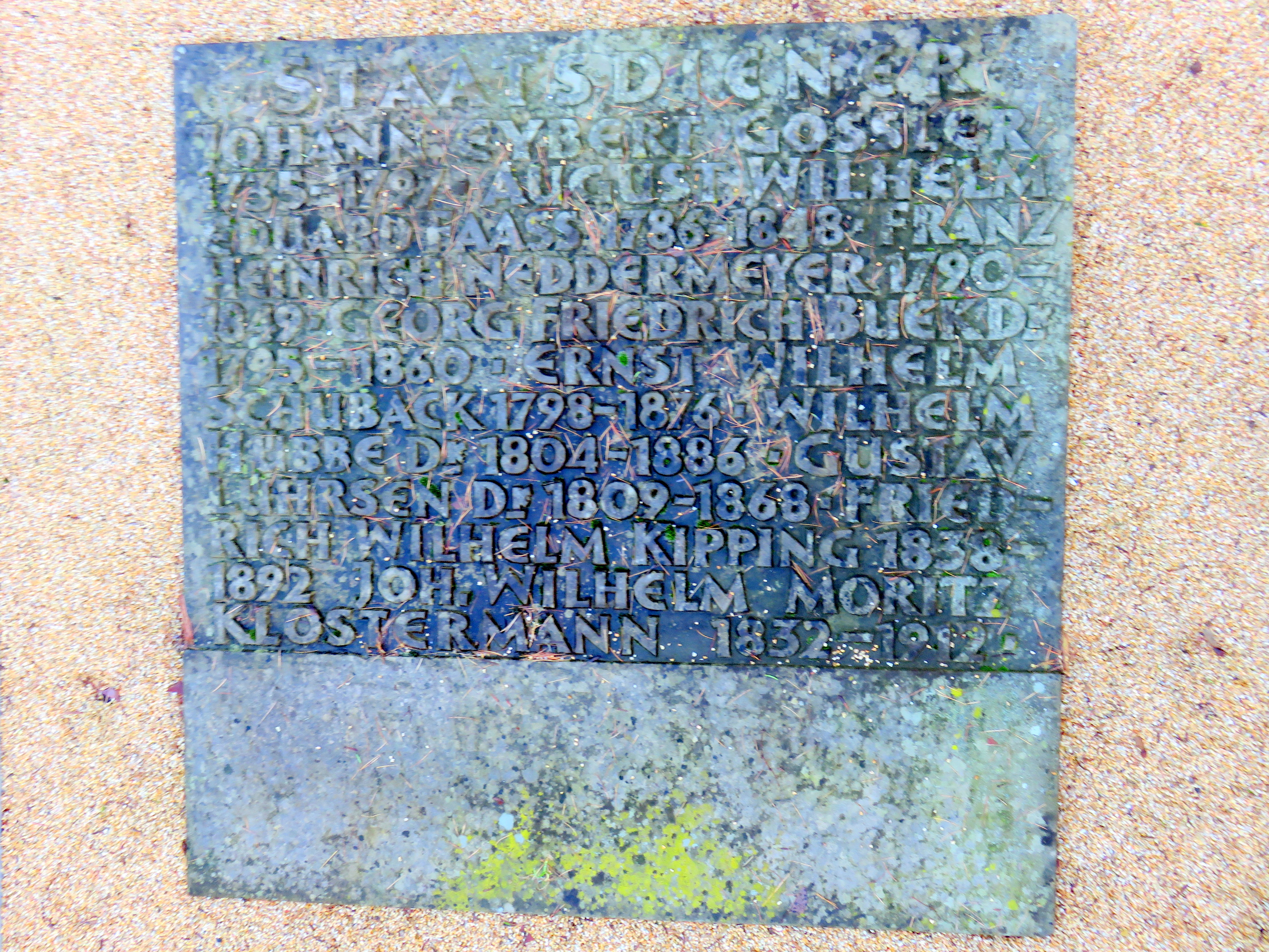
„Friedrich Wilhelm Kipping 1838-1892“ auf dem Friedhof Ohlsdorf

Kipping wurde als Sohn eines Offiziers in Breslau geboren. Zunächst schlug er die militärische Laufbahn ein und wurde Reserveoffizier der Artillerie und wurde dann Bauführer in Berlin. 1862 entschloss er sich zum Beruf des Feuerwehroffiziers und absolvierte eine Ausbildung bei der Berliner Feuerwehr. 1864 wurde er Brandmeister bei der Feuerwehr Danzig und wurde dort 1870 zum Branddirektor befördert.
Nachdem die Stadt Hamburg die Schaffung einer Berufsfeuerwehr beschlossen hatte, wurde Kipping 1872 der erste Dirigent und baute die Feuerwehr neu auf. Acht Monate nach seinem Dienstbeginn nahm am 12. November 1872 der erste Löschtrupp mit 48 Mann seine Tätigkeit auf. Es wurden drei Feuerwachen geschaffen und das Personal teilweise aus Danzig von seiner früheren Einsatzstelle angeworben.
Er wirkte 20 Jahre als Branddirektor, bis er 1892 bei einem Brand ums Leben kam. Sein Nachfolger als Branddirektor wurde Adolph Libert Westphalen.

## Familie
1870 heiratete Kipping Katharina Erdmuthe Hildebrandt (* 26. Juli 1853 in Danzig; † 31. Juli 1922 in Hamburg). Aus der Ehe entstammte die Tochter Elsbeth Emilie Ida (* 25. September 1871 Danzig; 16. Dezember 1935 in Berlin), die später Joachim William Payens (1862–1938) heiratete.
Kipping wurde auf dem Friedhof Ohlsdorf bestattet. Im Bereich der Ehrenanlage „Feuerwehrgräber“ im Planquadrat Q 11 nördlich der Cordesallee und südöstlich von Kapelle 1 befindet sich der Kissenstein Branddirektor Kipping.
 An „Friedrich Wilhelm Kipping 1838-1892“ wird darüber hinaus auf der Sammelgrabmalplatte Staatsdiener des Althamburgischen Gedächtnisfriedhofs des Ohlsdorfer Friedhofs erinnert.